# О. Дуглас
Анна Мастертон Бакен (англ. Anna Masterton Buchan; более широко известна под псевдонимом О. Дуглас, O. Douglas; 1877―1948) ― шотландская писательница. Большинство её романов были написаны в межвоенный период и повествовали о современной ей жизни в маленьком городе или деревне на юге Шотландии. Сюжеты её произведений во многом носили автобиографический характер.
Анна Бьюкен родилась в городе Патхед, Шотландия, в семье преподобного Джона Бакена и Хелен Мастертон.  Она была младшей сестрой Джона Бакена, известного государственного деятеля и писателя. Училась в гимназии Хатчессона в Глазго, но большую часть своей дальнейшей жизни прожила в Пиблсе, недалеко от деревни Бротон, где впервые встретились ее родители.
Её дебютный роман «Оливия в Индии» (Olivia in India) был опубликован в 1912 году издательством Hodder & Stoughton. Среди других значимых произведений ― «Незабываемый, Незабытый» (Unforgettable, Unforgotten), написанное в 1945 году и представляющее собой воспоминания о её брате Джона и семьи Бакен; и «Прощание с Приорсфордом» (Farewell to Priorsford) ― её автобиография, опубликованная посмертно в 1950 году.
Работы писательницы выставлены рядом с произведениями её брата в музее Джона Бакена в Пиблсе.

## Литературный стиль и приём критиков
Современный писательнице обзор описывает Оливию в Индии как «счастливую книгу», дальше отзываясь о ней следующим образом: «Прочитать эту книгу ― значит найти в её авторе чрезвычайно симпатичную персону». В общем и целом подобная характеристика является отличительной чертой всех её работ: мягких, юмористических домашних драм, содержащих лишь небольшое количество ссылок на происходившие в то время политические события или общественные перемены. Меррен Странг, персонаж из «Розового сахара», которая пишет произведения, похожие на романы О. Дуглас, описывает свой импульс к писательской деятельности: «хочу писать что-то очень простое, нечто, приятное читать, ― понимаете, во мне нет стремления к искусству ради искусства».  Позже Меррен цитирует одну из рецензий на свои книги: «Это книга о хороших, нежных, скрупулёзных людях, которые живут на светлой стороне жизни», ― так подшучивает она, описывая себя как ограниченную писательницу, которая в своей жизни встречала лишь самых достойных людей и, таким образом, не умея создать убедительные образы «людей, подобных обезьянам и тиграм», как это делали «сильные писатели» того времени.
В некрологе, посвященном О. Дуглас, журнал The Scotsman отмечал: «Было высказано возражение, что люди из её книг слишком "приятны", но в то время, когда художественная литература проходила через свою ультрареалистичную фазу, эта приятность казалась облегчением для многих читателей».

## Сочинения
- Оливия в Индии (1912)
- Сетоны (1917)
- Пенни Плейн (1920)
- Энн и её мать (1922)
- Розовый сахар (1924)
- Должное место (1926)
- Элиза для всех (1928)
- День мелочей (1930)
- Приорсфорд (1932)
- Взятая рукой (1935)
- Салон Джейн (1937)
- Люди, такие как мы (1938) [Сборник рассказов Пенни Плейн , Розовый сахар и Приорсфорд]
- Наш собственный дом (1940)
- Незабываемый, Незабытый (1945) [опубликовано под именем Анна Бьюкен]
- Прощание с Приорсфордом (1950)